# Michael Umeh
Michael Daniel Chukwuma Umeh (Houston, 18 settembre 1984) è un ex cestista statunitense naturalizzato nigeriano.

## Carriera
Con la Nigeria ha disputato i Giochi olimpici di Rio de Janeiro 2016 e tre edizioni dei Campionati africani (2009, 2011, 2013).

## Palmarès
- Campionato italiano dilettanti: 1
Virtus Bologna: 2016-17
- Coppa Italia LNP: 2
Scaligera Verona: 2015
Virtus Bologna: 2017